# اورهو کارهوماکی
اورهو کارهوماکی (فنلاندی: Urho Karhumäki; ۷ ژوئن ۱۸۹۱ – ۲۶ فوریهٔ ۱۹۴۷) شاعر اهل فنلاند بود.
از افتخارات وی میتوان به کسب مدال طلا شعر حماسی در بخش مسابقات هنری بازی‌های المپیک تابستانی ۱۹۳۶ اشاره کرد.